# Edifício Conde de Prates
O Edifício Conde de Prates é um arranha-céu localizado entre o Vale do Anhangabaú, a Rua Líbero Badaró e o Viaduto do Chá, no centro da cidade de São Paulo, São Paulo, Brasil. Possui 112 metros de altura, 33 andares e sua construção foi concluida no ano de 1955. Foi projetado pelo arquiteto Giancarlo Palanti e suas obras foram executadas pela Construtora Alfredo Mathias Ltda.
O Edifício Conde de Prates encontra-se de frente para a Prefeitura de São Paulo, tendo sua entrada principal na Rua Líbero Badaró, além de outra pelo Vale do Anhangabaú.

## História
A região onde está localizado pertencia a Eduardo da Silva Prates, o Conde de Prates, empresário brasileiro e proprietário de grande extensão de terra no vale do Anhangabaú.
No início do século XX, havia o interesse da prefeitura municipal de São Paulo em implementar um projeto de urbanização da região do vale do Anhangabaú. Com o auxílio do Bouvard, em um empreendimento conhecido como Plano Bouvard, a prefeitura conseguiu conciliar os diversos interesses envolvidos na região. O Plano Bouvard seria responsável, enfim, pela implantação do parque do Anhangabaú, a construção do primeiro viaduto do chá e osPalacetes Prates, entre diversas outras contribuições para a cidade de São Paulo.
Foi justamente um dos palacetes que daria lugar, após sua demolição em 1951, à construção do Edifício conde de Prates, num empreendimento que envolveu a incorporadora Segurança Imobiliária S.A. e a construtora Alfredo Mathias Ltda. Sua inauguração se deu em 9 de julho de 1956, tendo recebido grande destaque pela mídia da época, não somente pelo seu impacto na paisagem como também por empregar materiais e tecnologias consideradas de ponta para a época.

### Projeto Inicial
O primeiro projeto para o edifício foi realizado pelo arquiteto Elisiário Bahiana, e data de 1945. Esse projeto era caracterizado por sua forma tradicional, composta de embasamento, desenvolvimento e coroamento. Suas fachadas eram caracterizadas pela presença de pórticos demarcando as entradas do edifício e pelos fechamentos em alvenaria, contribuindo para a predominância de cheios sobre vazios .

### Projeto Final
Em 1952, o escritório da Construtora Alfredo Mathias assumiu um projeto de reforma do Edifício Conde de Prates, ficando este a cargo de seu novo diretor, o arquiteto Giancarlo Palanti. Palanti promoveu uma profunda reformulação das fachadas do edifício, caracterizada pela adoção de revestimento em pele de vidro tendo como objetivo conferir pureza ao volume da estrutura. Apesar de marcado pelas profundas modificações no seu exterior, o projeto de Palanti também realizou alterações no pavimento tipo, que passou a ser composto por um núcleo central onde se encontram os poços de elevadores, área de circulação e acesso às quatro unidades delimitadas igualmente.  

## Características Arquitetônicas
Construído no estilo modernista, o edifício Conde de Prates possui estrutura de concreto armado, 33 pavimentos e 9 elevadores, totalizando uma área construída de 45.000 m² em um terreno de 1500 m². O seu volume é composto por três elementos distintos: um embasamento, constituído pelos níveis inferiores ao viaduto do chá, a esplanada e sua cobertura; o corpo do edifício, caracterizado pelas fachadas envidraçadas e um coroamento em sua cobertura, onde se encontra um terraço jardim. Sua fachada em pele de vidro e linhas horizontais confere amplitude e luminosidade ao seu interior.

## Curiosidades
O Edifício Conde de Prates foi cenário do videoclipe "A divina comédia humana" do cantor Belchior em 1979.

## Galeria

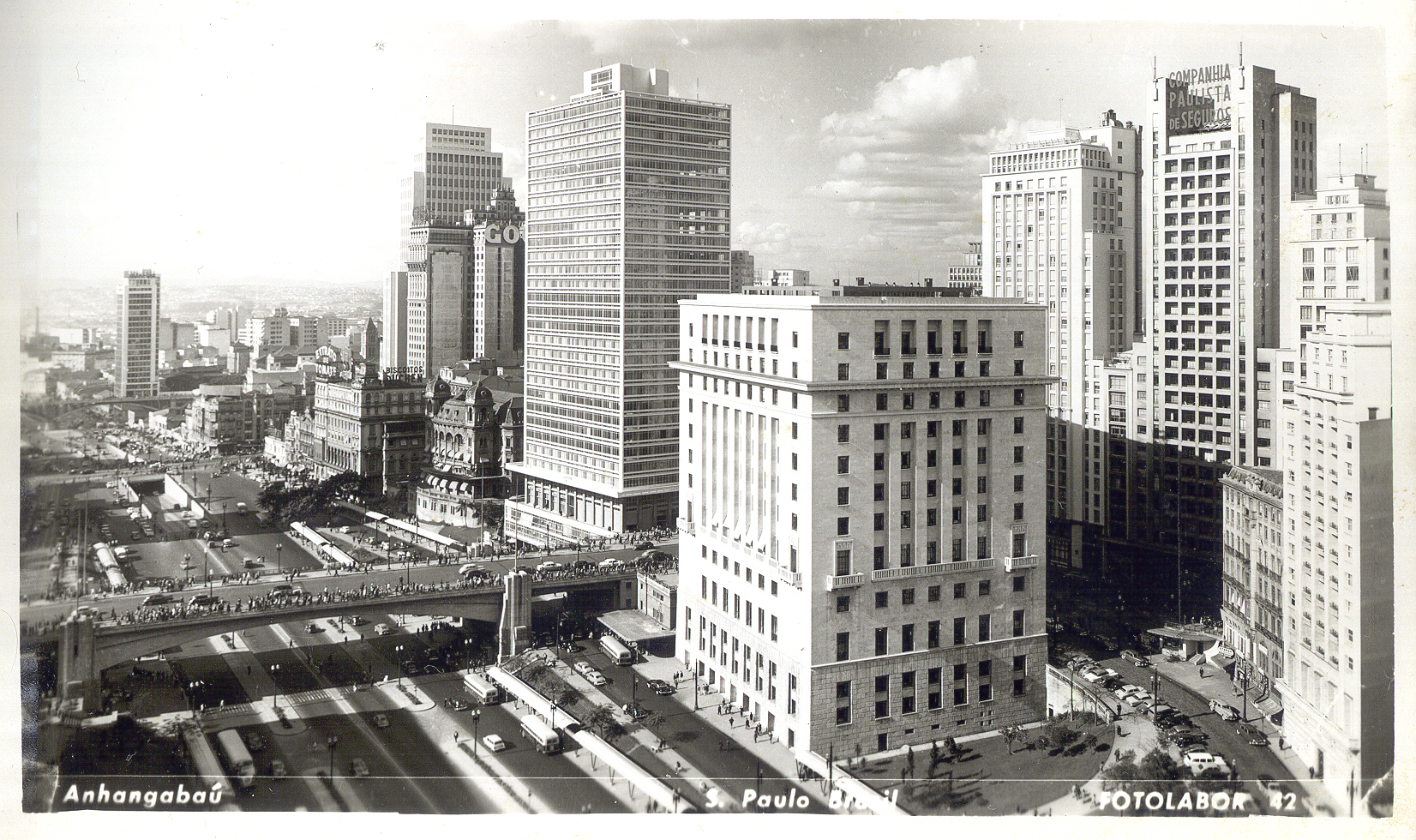
Vista Edf. Conde de Prates e Viaduto do Chá
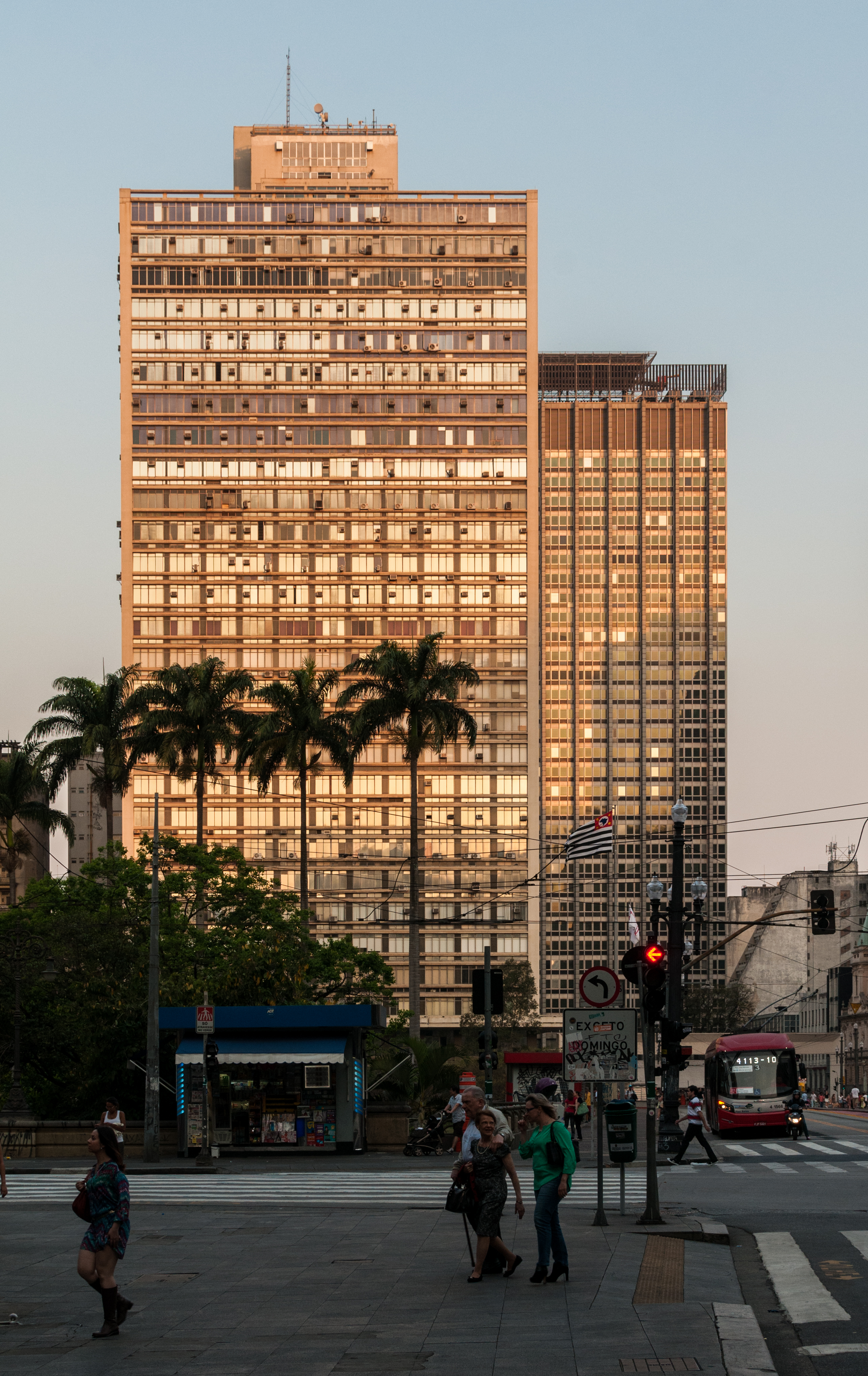
Edf. Conde de Prates